# András Kovács
András Kovács (Kide, 20 giugno 1925 – Budapest, 11 marzo 2017) è stato un regista e sceneggiatore ungherese.

## Biografia
È stato in attività tra il 1961 e il 1996, periodo durante il quale ha diretto 30 film.
È stato membro della giuria del Festival di Cannes 1976.
Il suo film Il recinto del 1978 è entrato in concorso al 29º Festival di Berlino.

## Filmografia

### Regista
- Acquazzone (Zápor) (1961)
- I tetti di Budapest (Pesti háztetök) (1962)
- Stella d'autunno (Isten öszi csillaga) (1963)
- Nehéz emberek (1964)
- Stalagház (1965)
- Ma vagy holnap (1965)
- Két arckép (1965)
- I muri (Falak) (1968)
- Giorni freddi (Hideg napok) (1966)
- Extázis 7-töl 10-ig
- Ad occhi bendati (Bekötött szemmel) (1975)
- Kié a müvészet
- Labirinto (1976)
- Il recinto (1978)
- Una domenica d'ottobre (1979)